# Aphasie
 Mise en garde médicale
Ne doit pas être confondu avec mutisme sélectif.
 Mise en garde médicale
L'aphasie est l'un des troubles du langage, complexe, qui peut prendre des formes variées dans lesquelles les facultés de verbaliser, lire, écrire (et parfois de calculer et/ou de comprendre) peuvent être différemment affectées, alors que la personne ne présente pas de déficit sensoriel ni de dysfonctionnement de l'appareil phonatoire. Elle se manifeste le plus souvent par une perte partielle ou totale de la capacité de communiquer par le langage oral, en raison d'une pathologie, acquise, du système nerveux central ou il peut s'agir de l'une des manifestations d'un stress post-traumatique ou d'une crise autistique aigue de type meltdown ou shutdown (on parle alors généralement de mutisme sélectif).
Certains patients ne montrent que des incertitudes légères, pour trouver leurs mots par exemple, alors que d'autres ont presque voire totalement perdu la faculté de s'exprimer par le langage, et/ou de comprendre ce qui leur est dit, de lire et/ou d'écrire. Sa cause est généralement une lésion des aires cérébrales contrôlant le langage. Selon la localisation et l'étendue de cette lésion, les manifestations de l'aphasie peuvent varier considérablement ; on distingue les aphasies de Broca, de Wernicke, globales ou anomique.

## Histoire
Le mot aphasie vient du grec a- (préfixe privatif) et phasis (« parole ») et signifie « sans parole ». Ce terme a été forgé en 1864 par Armand Trousseau pour décrire l'impossibilité de traduire la pensée par des mots malgré l'intégrité fonctionnelle du système phonatoire (langue//cordes vocales). Trousseau a introduit ce terme en opposition à "aphémie" (alors utilisé par Paul Broca pour décrire ce que l'on appelle aujourd'hui l'aphasie de Broca. Trousseau a proposé une définition plus large de l'aphasie, englobant une perte plus générale de la capacité à exprimer sa pensée par la parole, l'écriture et le geste, sans se limiter à un type spécifique de troubles articulatoires.
Le concept d'aphasie a des racines bien plus anciennes, jusque dans la philosophie grecque antique, notamment chez Pyrrhon d'Elis qui enseignait que l'essence des choses est indéterminable et indicible. L'aphasie est donc le fait de ne rien pouvoir dire sur les choses. Le fait que les jugements contraires ont exactement la même force conduit Pyrrhon à l'absence totale d'opinion et à l'absence de parole vraie. De plus, la conscience de l'indifférence absolue des choses provoque l'absence d'inclination et son corollaire, l'ataraxie, définie comme l'absence de troubles ou la tranquillité de l'âme. La notion d'ataraxie est commune aux différents courants de la philosophie hellénistique, les Stoïciens, les Épicuriens et les Pyrrhoniens.

## Description
Il est question d'aphasie lorsqu'un individu a perdu partiellement ou totalement la capacité de communiquer par le langage, c'est-à-dire de parler ou de comprendre ce qui lui est dit. Les orthophonistes (spécialistes du langage) font une différence entre l'articulation, la parole et le langage : si un individu éprouve des difficultés pour prononcer des sons (quelle que soit leur place dans le mot), un trouble de l'articulation est alors diagnostiqué ; s'il éprouve des difficultés à combiner les sons pour faire des mots (ajouts, substitutions, altérations, omissions de sons en fonction de leur place dans le mot), il s'agira d'un trouble de la parole ; s'il éprouve des difficultés à choisir ses mots, à les combiner pour faire des phrases ou même à comprendre leur sens, un problème de langage est plutôt diagnostiqué.
L'aphasie est un trouble du langage auquel s'ajoutent souvent des difficultés de parole ; elle entraîne des perturbations tant de l'expression que de la compréhension du langage. Plusieurs formes du langage peuvent être touchées : la conversation, la lecture, l'écriture, etc. Souvent l'aphasique n'arrive plus à nommer des objets, ne retrouve plus le nom des personnes qu'il connaît surtout lorsqu'il a la volonté de s'en souvenir (alors que ces mots ou ces noms peuvent réapparaître par automatisme au cours du discours) ; il se peut même qu'il ne puisse répondre clairement par oui ou non.
L'aphasie est un trouble du langage acquis, c'est-à-dire qu'elle survient chez un individu qui avait auparavant un langage normal et se distingue donc des problèmes pouvant apparaître lors du développement du langage chez l'enfant (par exemple, une dyslexie développementale ou un bégaiement). Elle est susceptible d'affecter autant les femmes que les hommes ; cependant, une étude de 1982 sur la récupération fonctionnelle à la suite d'une lésion cérébrale est publiée et conclut à une meilleure récupération chez les sujets féminins que chez les sujets masculins.

## Manifestations
Principales dimensions du langage pouvant être affectées par l'aphasie :
- Expression orale : Difficultés à trouver les mots (anomie), à former des phrases (agrammatisme), à articuler correctement, ou à parler de manière fluide ;
- Compréhension orale : Difficultés à comprendre ce qui est dit, surtout les phrases longues ou complexes ;
- Expression écrite (agraphie) : Incapacité ou difficulté à écrire, à former des lettres, des mots ou des phrases ;
- Compréhension écrite (alexie) : Incapacité ou difficulté à lire et à comprendre le sens des mots écrits.

## Causes

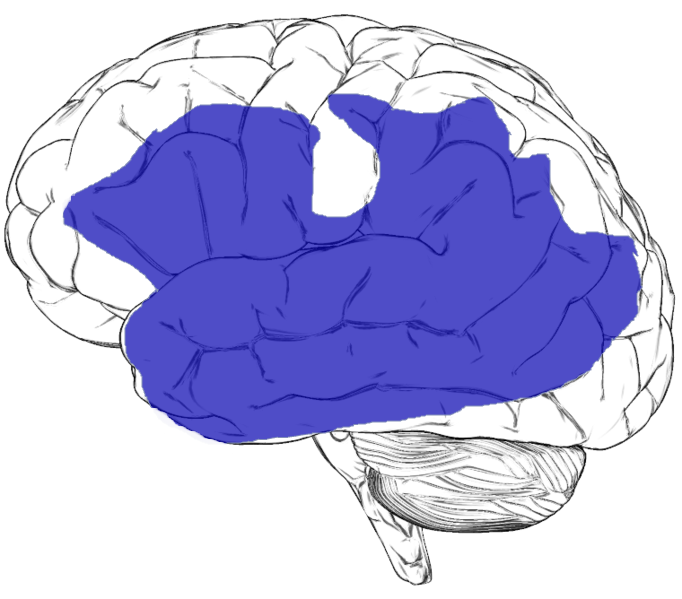
Régions de l'hémisphère gauche pouvant provoquer l'aphasie lorsqu'elles sont endommagées.

Le cerveau se compose de deux parties, appelées hémisphères cérébraux. Chaque hémisphère contrôle diverses activités. Pour certaines d’entre elles, la participation des deux hémisphères est importante. Le contrôle du mouvement par le cerveau se fait de manière croisée (c'est la latéralisation), c’est ainsi que l'hémisphère gauche du cerveau contrôle l'hémicorps droit tandis que l'hémisphère droit du cerveau contrôle l'hémicorps gauche. L’hémisphère gauche, dans la majorité de la population, est aussi responsable du langage (expression, compréhension, lecture et écriture). Dans environ 90 à 95 % des cas de troubles du langage post-lésionnels (aphasies), le dommage est localisé dans l'hémisphère cérébral gauche. Les atteintes de l'hémisphère droit sont responsables des 5 à 10 % restants des cas d'aphasie.
Les causes de l'aphasie peuvent impliquer un accident vasculaire cérébral (« attaque cérébrale ») : soit un vaisseau saigne et provoque une hémorragie, soit il se bouche et il s'agit alors d'une ischémie ; un traumatisme craniocérébral (lors d’accident de la route, d’une chute) ; un processus expansif (une tumeur cérébrale, par exemple) un processus dégénératif (maladie d'Alzheimer, dégénérescence lobaire frontotemporale, par exemple) ; une dysplasie du cortex cérébral (anomalie du développement du cortex cérébral) ou une infection (encéphalite).

## Types
Différents types d'aphasie résultent d'atteintes localisées dans des régions particulières du cerveau. Les types d’aphasies classiques les plus connus touchent approximativement la moitié des patients aphasiques.

### Aphasies corticales

#### Aires corticales de la parole et du langage
Des lésions situées dans la région frontale antérieure, appelées aire de Broca, interfèrent avec la production de la parole ; des dommages dans une aire du cortex temporopariétal, dite aire de Wernicke, affectent la compréhension du langage ; des lésions dans la circonvolution supramarginale perturbent la répétition des paroles entendues. Chez la plupart des individus, ces régions fonctionnelles ne se trouvent que dans l'hémisphère cérébral dominant, c'est-à-dire le gauche chez les droitiers.
Selon les types de difficultés d'expression et/ou de compréhension (orales ou écrites), on distingue :

#### Aphasie de Broca
Cette aphasie se manifeste principalement par des difficultés d'expression orale (parole lente et laborieuse), mais avec une compréhension relativement préservée. L'écriture est souvent affectée. Elle a été mise en évidence par Paul Broca, un chirurgien français, en 1861. Cette pathologie fait suite à des lésions dans l'aire de Broca, l'aire cérébrale chargée de la mise en place des schémas corporels moteurs du langage. Cette aire est située sur l'hémisphère gauche du cerveau chez un droitier, dans le lobe frontal gauche (au pied de la 3e circonvolution frontale, dit pied de F3) (gyrus frontal inférieur gauche). On parle aussi d'aphasie expressive car le sujet a des difficultés à formuler oralement ses idées, alors que celles-ci sont intactes dans son esprit. La compréhension est peu touchée, mais l'expression est diminuée de différentes façons : le débit est ralenti ; le rythme de parole est haché ; son vocabulaire est réduit ; l'articulation est difficile ; et le sujet emprunte un style « télégraphique », la syntaxe et la grammaire peuvent perdre en qualité. Par exemple, le sujet établit une conjugaison non adaptée au contexte : s'il veut dire « le chat court », il dira « chat courir ». Les contraintes sémantiques ont alors pris le pas sur les contraintes syntaxiques dans les énoncés.
Si la lésion est grave, la pathologie peut évoluer jusqu'au mutisme. L'aphasie de Broca peut être associée à une hémiplégie, du côté droit si c'est l'hémisphère gauche du cerveau qui est lésé. Si l'aphasie est associée à une hémiplégie, elle touchera en général la main droite des droitiers ; pour les gauchers la corrélation est moins systématique.
Le patient est conscient du trouble, il est dans la communication et dans le désir de se faire comprendre, ce qui n'est pas toujours possible et qui, dans le pire des cas, peut entraîner une dépression.

#### Aphasie de Wernicke
L'aire de Wernicke (du nom du neurologue allemand qui l'a décrite, Carl Wernicke) se situe également dans l'hémisphère gauche du cerveau, dans le lobe temporal (moitié postérieure de la 1re circonvolution temporale, en arrière et en dessous du cortex auditif gauche). C'est le siège de la compréhension des différents signes du langage. C'est une aire associative qui reçoit des informations d'autres aires cérébrales, comme les aires auditive et visuelle primaires. La personne a des difficultés majeures de compréhension (langage parlé et écrit), avec une parole alors souvent fluide, mais incohérente.
Plus précisément, les symptômes de cette pathologie s'opposent presque point par point à l'aphasie de Broca :
- la syntaxe et la grammaire ne sont que très peu touchées ;
- le débit est rapide, à la limite incontrôlable ; problème de logorrhée (fluence incontrôlable du patient) ;
- le vocabulaire ne perd pas en richesse ;
- l'articulation ne pose aucun problème ;
- mais le discours peut devenir difficilement compréhensible car des mots ou des propositions s’enchaînent sans suite logique ;
- jargonaphasie, paraphasie, dyssyntaxie, anosognosie et néologismes ;
- le patient n'a aucune conscience de son trouble (cf. anosognosie plus haut).

L'aphasie de Wernicke peut être distinguée en deux grands types :
1. à prédominance phonémique, qui se caractérise par des mots déformés (paraphasies phonémiques) ou des néologismes (enchaînement de syllabes formant un mot impossible à rattacher à un mot existant) ;
2. à prédominance sémantique, qui se caractérise par une substitution de mots déterminés par une parenté de sens (paraphasies verbales sémantiques).

La parole spontanée comporte des oublis de vocabulaire, des stéréotypies, du jargon, ou des paraphasies. La parole répétée comporte elle, des paraphasies ou est impossible. La compréhension écrite ou orale est perturbée. L'écriture spontanée est également perturbée alors que l'écriture copiée est normale. Il en est de même pour le calcul.

#### Aphasie de conduction
Les personnes qui souffrent d'une aphasie de conduction se caractérisent par un langage fluent, par la quasi absence de changements dans la compréhension du langage (à part, éventuellement, pour les phrases longues et grammaticalement complexes). Mais ils ont de grandes difficultés à répéter des mots ou des phrases. Quand ces patients essaient de répéter des mots, ils émettent des paraphasies phonémiques, c'est-à-dire des mots aux phonèmes incorrects à la place de sons corrects. Ce symptôme peut affecter la capacité à lire un texte à haute voix, ou à noter par écrit ce qui leur est dit.
La description de la lésion cérébrale qui est à l'origine de cette forme d'aphasie est encore controversée. L'explication plus fréquemment admise serait la destruction du faisceau arqué, faisceau qui relie l'aire de Wernicke à l'aire de Broca. Dans certains cas, des lésions dans le cortex auditif, l'insula et la circonvolution supramarginale sont remarquées.

### Aphasies transcorticales

#### Aphasie transcorticale motrice
La lésion concernant cette aphasie atteint le cortex prémoteur et en particulier l’aire motrice supplémentaire ainsi que le cortex préfrontal de l’hémisphère gauche. Elle se situe donc dans la région prémotrice en avant de l’aire de Broca. Elle se caractérise par le contraste entre une réduction massive du langage spontané (pouvant aller jusqu’au mutisme) et la préservation des capacités de répétition qui peut même être écholalique.
Il est question d'un patient qui parle peu avec des phrases courtes et pauvres en éléments syntaxiques comme pour Broca. Les traits dominants de l’aphasie transcorticale motrice sont le manque d’incitation ; la réduction du langage et l’adynamisme dans l’ensemble des activités quotidiennes de l’aphasique.

#### Aphasie transcorticale sensorielle
Elle fait partie des aphasies dites fluentes. Au début du trouble, apparaît un langage fluent comportant des paraphasies sémantiques tandis que la répétition est correcte. Apparaît également un trouble de la compréhension sûrement dû au fait que la lésion concernant cette aphasie se situe en arrière de l’aire de Wernicke. Une atteinte du traitement visuo-verbal (élément d’aphasie optique) et une atteinte du traitement auditivo-verbal sont également observées.

#### Aphasie mixte
Aussi appelée globale ou totale. Deux formes : grande aphasie de Broca avec une atteinte du territoire superficiel et profond de l'artère sylvienne gauche (3/4 des aphasies initiales), aphasie marquée par une inhibition généralisée dans la communication, une apraxie et un trouble de la compréhension orale et non verbale. La 2e forme est la Grande aphasie de Wernicke avec des lésions corticales et sous corticales postérieures gauche, plus fréquemment chez le sujet âgé, pas d'hémiplégie G, expression trop fluente, très jargonnée avec trouble important de la compréhension, il existe aussi une apraxie et une hémianopsie et une agnosie visuelle.

### Aphasies sous-corticales
Il s’agit d’un regroupement de plusieurs types de lésions propres aux structures sous-corticales de l’hémisphère dominant du langage. Plus précisément, il s’agit de lésions au niveau des noyaux gris centraux (thalamus, putamen, pallidum, noyau caudé), de la capsule interne, de la capsule externe ainsi que de la substance blanche antérieure et postérieure. Les symptômes observés dépendent de la variabilité des régions affectées dans ce type d’aphasie.
|                   | Symptômes |
| ----------------- | --- |
| Production        | - langage spontané, fluent ou logopénique (pauses, hésitations) - volume vocal abaissé - incohérence verbale - altération de l’exécution de la parole - paraphasies verbales |
| Compréhension     | relativement préservée |
| Troubles associés | déficit au niveau attentionnel et intentionnel de la communication (mauvaise compréhension des directives et difficultés syntaxiques)                                        |
| Répétition        | peu ou pas altérée |
| Dénomination      | peu ou pas altérée |

### Autres aphasies (qui ne figurent pas dans la classification Wernicke-Lichtheim)

#### Aphasie globale
C'est la forme la plus grave de l'aphasie. Chez certains patients, les altérations cérébrales ou la maladie conduisent à une perte totale de la capacité de comprendre le langage ou de parler, de lire ou d'écrire. Ces patients conservent une certaine forme de langage automatique, spécialement des exclamations émotionnelles. Ils ne parviennent à prononcer que très peu de mots, et ne font preuve d'aucun semblant de syntaxe. L'aire cérébrale endommagée est vaste, et comprend de larges zones des cortex frontal, temporal et pariétal, notamment l'aire de Broca, celle de Wernicke et la circonvolution supramarginale. Chez ces patients, le pronostic d'une récupération du langage est extrêmement réservé.

#### Aphasie amnésique
L’aphasie amnésique est due à une lésion du gyrus angulaire. Cette forme d’aphasie se caractérise surtout par un manque du mot avec définition par l’usage, sans trouble de la compréhension. C’est pour cela que l’aphasique amnésique a tendance à interrompre son élocution par la recherche du mot. Dans les cas les plus caractéristiques, le sens des mots dont l’évocation est défectueuse peut n’être que partiellement appréhendé par le malade lorsqu’il les lit ou les entend. Le manque du mot est en général sévère dès qu'il est demandé à un sujet de dénommer des objets ou images. Il se manifeste d’autant plus lorsque l’on[Qui ?] fait appel à un lexique plus précis ou d’usage moins courant.
Par exemple : la montre est dénommée mais son remontoir et sa trotteuse ne le sont pas, ou encore, la fleur est dénommée mais sa tige et ses nervures ne le sont pas. L’aphasique amnésique peut également répondre à une question par une réponse circonlocutoire (c'est-à-dire qu’il décrit un objet par son usage), par exemple, le lavabo : « c’est pour se laver les mains » ou un crayon : « c’est pour écrire ».

## Symptômes
Le manque du mot (ou aphasie léthologique) : l'aphasique éprouve de la difficulté à trouver ses mots, un peu comme lorsque l'individu a le mot « sur le bout de la langue ». Il arrive parfois à donner un synonyme ou à décrire par une courte phrase ce qu'il cherche à nommer. Souvent, il n'arrive pas à trouver, il « démissionne » et laisse sa phrase inachevée. Il ne s'agit pas d'un trouble de la mémoire en tant que tel mais d'une difficulté à trouver le mot au bon moment. D'ailleurs, le mot cherché peut parfois être produit sans problème, quelque temps après, dans une autre situation.
L'aphasique ne parle pas beaucoup. La quantité de mots produits est réduite ; il répond souvent aux questions par un « oui » ou un « non », il cherche ses mots et n'arrive pas toujours à faire des phrases. De même qu'il éprouve des difficultés à s'exprimer, il peut aussi éprouver des difficultés à écrire. Parfois, il lui est tout juste possible d'écrire son nom ou de recopier quelques lettres.
La logorrhée, appelée plus communément « diarrhée verbale », peut être diagnostiquée chez les patients et se traduit par un besoin irrésistible de parler, sans pour autant que cela ait du sens, du fait des troubles de compréhension ou/et d'expression.
Peuvent également être observés :
- le trouble arthrique : la prononciation des sons est anormale ; elle peut être floue ou trop tonique. Habituellement, la personne qui a un trouble arthrique parle plus lentement. Il peut être parfois difficile de la comprendre parce que les sons ne sont pas articulés clairement ou sont déformés ;
- les paraphasies : deux principales sortes que sont la paraphasie verbale (mot) et la paraphasie phonémique (son). Quand l'aphasique se trompe de mot (ex. : Passe-moi mes cigarettes - quand il veut dire lunettes) ou qu'il déplace les lettres dans un mot (ex. : culvitateur pour cultivateur), on dit qu'il fait des paraphasies ;
- le jargon : il est question de jargon ou « jargonaphasie » quand l'aphasique déforme et confond les mots ou même en invente de nouveaux à tel point qu'il devient impossible de le comprendre ;
- stéréotypie : Parfois, un aphasique parle très peu et les seuls mots qu'il arrive à produire, quelle que soit la situation, sont toujours les mêmes (ex. : « Mon Dieu, Mon Dieu » ou « ta, ta, ta »). Même si quelqu'un de son entourage essaie de lui faire dire autre chose, ce sont toujours les mêmes mots ou syllabes qui reviennent ;
- trouble de compréhension : l'aphasique a de la difficulté à comprendre ce que les gens lui disent, même s'il entend bien. Certains aphasiques comprennent mieux les phrases courtes que les mots, d'autres interprètent mieux les mots isolés. Ces difficultés peuvent s'appliquer non seulement à ce qui est dit mais à ce qui est écrit : dans ce cas, l'aphasique n'arrive pas à comprendre le sens de ce qu'il lit.

Plusieurs descriptions de cas fournissent des données intéressantes sur l'aphasie observée chez des utilisateurs du langage gestuel. Roy J. Meckler, James L. Mack et R. Bennett (1979) ont décrit un jeune homme qui avait été élevé par des parents sourds-muets, et qui était devenu aphasique à la suite d'un accident. Avant l'accident, il communiquait aussi bien par langage par signes que par langage parlé. Après, il éprouvait des troubles tout aussi graves dans son langage parlé que dans son langage gestuel ou que dans son écriture. Il était capable de reproduire des mouvements complexes des mains et des doigts, lorsque les gestes à accomplir lui était montrés, mais il ne pouvait pas les exécuter de façon spontanée.
Les individus aphasiques bilingues ou polyglottes présentent généralement des atteintes dans toutes les langues qu'ils parlent. Les personnes qui peuvent parler et écrire dans plus d'une langue ont toujours fasciné les chercheurs spécialistes de l'aphasie.
Paradis et Goldblum (1989) ont passé en revue de nombreux cas qui ont été publiés ; ils ont défini des classes de symptômes et des formes de récupération chez des individus aphasiques bilingues et polyglottes. Il existe différents modes de récupération, mais dans la forme la plus courante, présentée par presque la moitié des cas de sujets bilingues, les deux langues sont affectées de façon analogue, et la récupération est la même dans les deux cas. Cependant, il existe des exceptions à cette constatation : après des dommages cérébraux, certains patients présentent un antagonisme alterné entre les deux langues qu'ils pratiquaient ; dans ces cas, les malades passent d'une langue à l'autre.

## Tests, psychométrie
De nombreux tests ont été proposés pour évaluer le degré d'aphasie d'un patient, après un accident vasculaire cérébral notamment,.
Un patient multilingue atteint d’aphasie peut être affecté différemment selon les langues qu’il parle, phénomène bien documenté en neurolinguistique, lié aux zones cérébrales impliquées. L’aphasie peut toucher une seule langue ou plusieurs, avec des degrés de sévérité variables (la langue dominante, c'est-à-dire la plus utilisée avant l’aphasie est souvent mieux préservée alors qu'une langue apprise tardivement peut-être plus vulnérable, et certaines formes d'aphasie affectent la production orale, et d’autres la compréhension ou l’écriture. Des tests comme le Bilingual Aphasia Test (BAT), contiennent des versions propres à chaque langue, qui ne sont pas de simples traductions l’une de l’autre ; le test a été adapté à la culture de chaque langue disponible pour ce test, afin d'y limiter les biais linguistico-culturels, en se basant sur des critères d’équivalence trans-linguistique. Ce test permet d’évaluer l’impact de l’aphasie sur plusieurs langues séparément, chez un même patient.
En 2013, Ivanova et Hallowell ont proposé un tutoriel pour la création d'un test psychométrique d’aphasie qui serait utilisable dans n’importe quelle langue.
En France, deux tests ou échelles d'aphasie sont disponibles :
- l’échelle de communication verbale de Bordeaux[13],[14] (utilisé par J.-M. Mazaux et ses collaborateurs chez 127 personnes aphasiques, il montre que les incapacités de communication les plus fréquentes concernent l’écriture (79 %) et la lecture (68 %) de lettres et de documents administratifs, la conversation sur des sujets complexes (59 %), l’usage des chèques et des cartes de crédit (57 %), le téléphone à des inconnus ou des personnes non familières (54 %), la prise de parole en premier avec des personnes inconnues ou non familières (50 %) ;
- le test lillois de communication (TLC)[15].

Certaines parties des tests ne sont accessibles qu'aux personnes sachant lire et écrire (Pour les patients sachant écrire car impliquant une lecture à haute voix, la copie de mots ou de phrases et/ou une dictée, un test de compréhension en lecture silencieuse des mots, et de compréhension de phrases lues.

## Évolution du trouble
L'aphasie peut difficilement être prévenue ou guérie par des médicaments. Si certains médicaments diminuent la tension et régularisent la circulation générale, ils ne guérissent pas l'aphasie. Une lésion cérébrale qui occasionnera des troubles aphasiques peut être difficilement prévenue, d'autant plus qu'il y a plusieurs types de lésions possible : l'ischémie par thrombose ou artériosclérose, ou par hémorragie cérébrale, dont les mécanismes sont très différents.
Habituellement, l'aphasie résultant d'un accident cérébrovasculaire ou d'un traumatisme ne s'aggrave pas. Au contraire, elle a tendance à s'atténuer avec le temps. Cependant, si une augmentation importante des difficultés est constatée, il faut alors revoir rapidement le médecin traitant. Toutefois, il peut arriver certains jours que l'aphasie semble temporairement s'accentuer sous l'effet de la fatigue, de l'énervement ou d'une inquiétude passagère. Il ne faut pas s'alarmer outre mesure de ce phénomène : le langage de l'aphasique, encore plus que celui de l'individu en bonne santé, est très sensible aux situations stressantes[réf. nécessaire].

## Mécanismes de récupération du langage
Il existe trois phases de récupération du langage à la suite d'une aphasie provoquée par un AVC : la phase aigüe, suivie de la phase subaigüe ainsi que la phase chronique. La phase aigüe commence au moment de l'AVC et se poursuit jusqu'à quelques jours après l'accident. Durant cette période, la personne peut retrouver rapidement une grande partie de ses facultés langagières. Elle est suivie de la phase subaigüe qui peut durer jusqu'à quelques semaines. Cette phase correspond au moment où la personne entre en réadaptation et commence la rééducation orthophonique. Les améliorations sont moins importantes que dans la phase aiguë, mais elles sont quand même significatives. La phase chronique se présente comme un plateau et elle se situe un an après l'AVC jusqu'à la mort. Durant ces phases, trois mécanismes de récupération du langage peuvent s'appliquer. Il y a la réactivation de la région endommagée, l'activation de l'hémisphère gauche et la compensation de l'hémisphère droit.
Le mécanisme le plus souhaitable, en cas de lésion, est la réactivation de l'aire endommagée. Cette réactivation va permettre de rétablir le débit sanguin et les connexions endommagées par l'AVC. Cette récupération correspond à la phase aigüe et peut permettre, à certains patients ayant une lésion mineure, de retrouver complètement leur faculté langagière.
Dans le cas de lésion majeure, deux mécanismes peuvent se produire : soit l'activation de l'hémisphère gauche ou la compensation de l'hémisphère droit. L'activation de l'hémisphère gauche est le mécanisme qui est le plus favorable lors d'une aphasie, car il est l'hémisphère dominant pour le langage. L'étude de Hartwingsen et al. (2013) va même jusqu'à inférer que l'activation du gyrus frontal médian gauche serait favorable pour la récupération lexicale et l'activation au niveau postérieur gauche du cerveau contribuerait à la récupération phonologique et sémantique. La compensation de l'hémisphère droit, quant à elle, va contrebalancer la lésion à gauche en activant la région homologue. Ce mécanisme est considéré comme une mésadaptation du cerveau, car recruter l'hémisphère non dominant pour le langage est associé à une moins bonne récupération du langage. En plus d'utiliser des connexions aucunement reliées au langage, celles-ci doivent traverser d'un hémisphère à l'autre pour assurer le bon fonctionnement. Ces mécanismes de compensation correspondent aux phases subaigües et chroniques.
Lorsque l'hémisphère gauche est lésé, il devient moins performant et l'hémisphère droit tente de compenser ce manque. Ce phénomène se nomme rivalité inter hémisphérique. Lorsque les hémisphères ne sont plus en équilibre, celui qui est sain prend le dessus sur l'autre. Il est donc important qu'une plus grande activation soit faite autour de la lésion dans l'hémisphère gauche pour rétablir l'équilibre. Sinon, l'hémisphère droit prendra en charge les fonctions langagières ce qui nuirait à une bonne récupération.
Lorsque le diagnostic d'aphasie est prononcé, il est essentiel de connaître la sévérité de la lésion, son étendue ainsi que de trouver quel mécanisme de récupération a été activé par le cerveau. Par la suite, il faut établir un plan de rééducation orthophonique adapté pour le patient. Pour savoir si nous sommes en présence de réactivation de l'aire endommagée, de l'activation de l'hémisphère gauche ou de la compensation de l'hémisphère droit, il faudrait procéder à une IRMf. Ce diagnostic permettrait d'employer la thérapie orthophonique appropriée pour le type de mécanisme déjà mis en place par le cerveau. Dans la pratique, il est impossible de procéder à ce diagnostic pour chaque patient, car le coût, le temps et l'accessibilité à l'appareil sont des facteurs contraignants.

## Traitements
Les neurones touchés ne sont jamais renouvelés. En d'autres termes, la guérison de l'aphasie n'est possible que si de nouvelles connexions se font, ou si les voies nerveuses ne sont que partiellement touchées. Dans ces cas, une rééducation orthophonique est nécessaire pour espérer retrouver un langage proche de la normale. Cette récupération est possible grâce à la capacité du cerveau à créer de nouveaux réseaux neuronaux encore appelée plasticité cérébrale. Ainsi, un patient atteint d'une aphasie de Broca causée par une lésion de l'hémisphère gauche peut recouvrer des capacités d'expression orale à travers le chant. En effet, la mélodie et la musique sont traitées par l'hémisphère droit. À travers une méthode de rééducation appelée la musicothérapie, le patient va essayer d'utiliser son hémisphère droit pour dire des phrases avec une intonation musicale. Pourtant, des études récentes montrent que l'efficacité de la thérapie mélodique et rythmée est plutôt liée au rôle du rythme et des expressions automatisées. Il s'agit d'une façon de rééduquer parmi d'autres.

## L'aphasie dans les arts

### Au cinéma
- 1993 : Les Mots perdus, film documentaire québécois sur l'aphasie, réalisé par Marcel Simard[19].
- 2018 : Un homme pressé est un film français réalisé par Hervé Mimran[20]. À la suite d'un accident vasculaire cérébral qui lui cause de graves troubles de la parole et de la mémoire, un homme (joué par Fabrice Luchini) réfléchit sur sa vie.
- En 2019 Delphine de Vigan publie la pièce Les gratitudes, qui met en scène Michka, vieille femme qui devient sénile. Michka perd peu à peu ses mots et on lui diagnostique l'aphasie. L'étroitesse, l'angoisse de plus en plus pesante de son état est l'un des thèmes centraux de l'œuvre.
- En mars 2022, l'acteur américain Bruce Willis annonce par le biais de sa famille mettre fin à sa carrière car il semblerait touché par cette maladie.